# Slottet Porcia

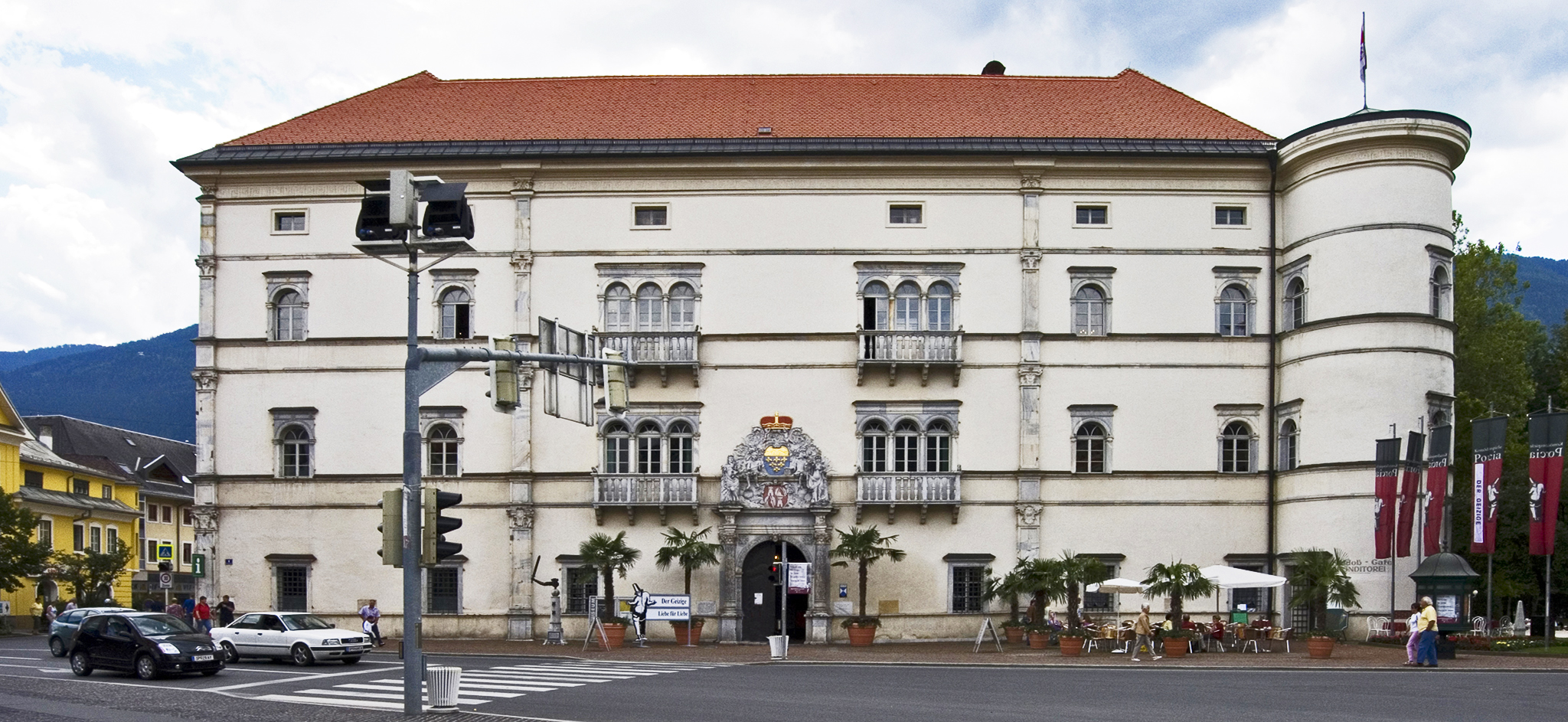
Slottet Porcia

Slottet Porcia är ett renässansslott i staden Spittal an der Drau i det österrikiska förbundslandet Kärnten.
1524 fick ärkehertig Ferdinand av Österrikes hovkansler Gabriel av Salamanca grevskapet Ortenburg i förläning. Han inledde byggandet av slottet Porcia i renässansstil efter ritningar av italienska arkitekter, men han fick inte uppleva färdigställandet. Först 1597/98 blev slottet klart. 
Slottet som består av fyra flyglar kring en innergård är uppfört i norditaliensk renässansstil. Innergården omges av arkadgånger i tre våningar. Under 1800-talet anlades slottsträdgården. 
1620 övergick slottet i familjen Widmanns ägo. De sålde slottet till den ursprungligen italienska släkten Porcia 1662. Furste Porcia som var statsråd under kejsar Leopold I och hans ättlingar bodde på slottet fram till 1918. Slottet såldes då till baron Klinger von Klingersdorff som slutligen avstod slottet till staden Spittal år 1951. 
Slottet inrymmer idag ett museum för folkkultur, en konstgalleri, en teater- och konsertscen samt ett café. På sommaren anordnas teaterfestspelen Komödienspiele Porcia i slottets innergård.